# Qairat Eraliev
Qairat Qūttybaiūly Eraliev (in kazako Қайрат Құттыбайұлы Ералиев?; Shymkent, 8 novembre 1990) è un pugile kazako.

## Palmarès
- Campionati mondiali

Almaty 2013: bronzo nei pesi gallo.
Amburgo 2017: oro nei pesi gallo.
- Campionati asiatici

Bangkok 2015: bronzo nei pesi gallo.
Taškent 2017: bronzo nei pesi gallo.
- Giochi asiatici

Incheon 2014: bronzo nei pesi gallo.